# Yavapai County Courthouse
La Yavapai County Courthouse est un palais de justice américain situé à Prescott, dans le comté de Yavapai, au Nouveau-Mexique. Elle est inscrite au Registre national des lieux historiques depuis le 13 avril 1977.